# Monique Créteur
Monique Créteur (Vertou, 26 de agosto de 1931 - 26 de octubre de 2023) fue una actriz, comediante, dramaturga, titiritera y directora teatral francesa.

## Biografía
Hija de Edgar y Marguerite Créteur, fundaron el teatro Guignol en la calle Saint-Pierre desde 1938. Por parte materna una familia de acróbatas y titiriteros, viajaron por Francia y Europa hasta la corte rusa para presentar sus títeres ante los hijos del zar.
Actriz de cine, televisión y teatro, interpretó más de cincuenta papeles con Molière, Racine y Corneille y participó de las películas Une chambre en ville en 1982 y Jacquot de Nantes en 1991.
Distinguida con la Orden Nacional del Mérito en 2008.